# 谢灵祐
谢灵祐（？—？），陈郡阳夏人，谢虔的儿子。
谢虔的兄弟谢肃没有儿子，因此谢虔将儿子谢灵祐过继给谢肃，承袭咸亭侯，继承谢鲲的血脉。